# 葛西政信
葛西 政信（かさい まさのぶ）は、室町時代後期の大名。奥州葛西氏の第13代当主。名は信勝（のぶかつ）とも。従五位下、壱岐守、左京大夫。正室は千葉師胤の娘。子に晴重、女子（大崎持高後室）。

## 生涯
永享5年（1433年）、第10代当主・葛西持信（もちのぶ、満信の嫡男）の子として生まれる。母は葛西信貞（のぶさだ、満信の末弟）の娘。家の慣例により、室町幕府第8代将軍足利義政より偏諱を賜い、政信と名乗る。
文明15年（1483年）に第12代当主・葛西尚信（ひさのぶ）が若くして亡くなったため、家督を継いで当主となる。しかしこの家督相続は、後見役であった政信が尚信を毒殺して家督を奪い取ったものともされている。さらに第13代当主は葛西宗清であり、政信は正式な当主ではないともされている。
このような経緯から、葛西宗清と当主の座をめぐってたびたび争ったという。永正3年（1506年）5月1日に死去。享年74。後を三男の晴重（初名は稙信とされる）が継いだ。